# Анди и Лукас

Анди и Лукас (на испански: Andy y Lucas) e популярен испански дует, изпълняващ поп музика, вдъхновена от фламенкото. Дуетът се състои от Андрес Моралес (на испански: Andrés Morales) и Лукас Гонзалес (на испански: Lucas González). Първият им албум е издаден през 2003 г.

## Биография
Андрес Моралес, роден на 4 април 1982 г., и Лукас Гонзалес, роден на 28 септември 1982 г., израстват в квартала Ла Лагуна на град Кадис, Испания. Бащата на Лукас е Педрито Гонзалес, бивш футболист от ФК Селта.
Момчетата ходят заедно на училище от първи клас и в ранна възраст решават да създадат музикална група. На 12-годишна възраст Лукас Гонзалес започва да пише песни, които заедно с Андрес Моралес изпълняват в клубовете в Кадис. Двамата са неразделни. „Заедно сме от цяла вечност“ – разказва Гонзалес, „в междучасията вместо да ядем сандвичи, ние се отправяхме към музикалния салон на училището и пеехме. Така решихме да сформираме група. В началото бяхме четирима души.“
Първият им албум, озаглавен просто „Анди и Лукас“ (Andy & Lucas), излиза на 27 май 2003 година. Съдържа 13 песни и се разпространява в Испания и Латинска Америка. Албумът е продаден в над 500 000 копия и две от песните в него оглавяват националните класации в продължение на седмици – Son de amores („Те са влюбени“, която става летен хит и номер едно в класацията за латиноамериканска музика на списание „Билборд“) и Tanto la queria („Толкова я обичах“).
На 30 ноември 2004 г. излиза и вторият им албум Desde mi barrio („От моя квартал“), с 13 нови песни, написани от Гонзалес, с изключение на Madre („Майка“), която бележи дебюта на Моралес като композитор. Албумът се продава в над 300 000 копия и придобива статус на тройно платинен. От него хит става песента Quiero ser tu sueño („Искам да съм твоята мечта“). Албумът е номиниран за Латиноамериканските награди Грами в категорията „най-добър поп албум на вокален дует или група“.
През 2005 година Анди и Лукас пеят и свирят в родния си град Кадис пред 100 000 души, като този концерт е записан на живо и издаден на DVD. Съдържа 21 песни, издадени в сборния албум ¿Qué no? ¡Anda que no! За концерта си на живо в Барселона, който също е записан и издаден на DVD със заглавие Viviendo un Sueno („Да живееш мечтата си“), двамата печелят първата си голяма награда за най-добър нов изпълнител.
С над 1 милион продадени копия на техни албуми, на 27 февруари 2007 г. Анди и Лукас издават своя трети студиен албум Ganas de vivir („Воля за живот“), съдържащ дванадесет песни – седем, написани от Гонзалес, и пет – от Моралес. Албумът влиза в класацията Топ 100 на Европейския Билборд и е сертифициран като платинен. А сингълът към албума („Обичай ме“) печели платинена награда за над 20 000 сваляния в интернет.
През следващите години дуото продължава активно да създава авторска музика, издавайки нов албум с изцяло авторски песни на всеки две години. Следват студийните албуми Con los pies en la tierra („Стъпил на земята“) през 2008 г., Pido la palabra през 2010 г., El ritmo de las olas („Ритъмът на вълните“) през 2012 г., Más de 10 („Повече от 10“) през 2014 г. и Imparable („Несравним“) през 2016 г. Анди и Лукас записват съвместни песни в партньорство с редица известни испански изпълнители като Белинда, Карлос Бауте, Хосе де Рико, Ла Унгара и др.

## Сингли
2003 Son de amores – #1 (Lista 40), #1 (Billboard)
2003 Tanto la quería – #1 (Lista 40)
2004 Y en tu ventana – #1 (Lista 40)
2004 Hasta los huesos – #6 (Lista 40)
2004 Mírame a la cara – #23 (Lista 40)
2005 Quiero ser tu sueño – #9 (Lista 40)
2005 Yo lo que quiero – #25 (Lista 40)
2007 Quiéreme – #1 (Promusicae)
2007 Quiero que sepas
2007 De qué me vale
2008 Tú que quieres que yo le haga – #4 (Promusicae)
2008 Tus miradas
2010 Aquí sigo yo
2010 Pido la palabra
2011 Faldas
2012 El ritmo de las olas
2013 Echándote De Menos

## Албуми
Andy & Lucas (2003)
Andy & Lucas Ed. Especial (2003)
En su salsa (2004)
Desde mi barrio (2004)
¿Qué no? ¡Anda que no! (2005)
Ganas de vivir (2007)
Con los pies en la tierr(2008)
Pido la palabra (2010)
El ritmo de las olas (2012)
Más de 10 (2014)
Imparable (2016)